# ʻĀmanave
ʻĀmanave (amtliche Schreibweise der Bundesregierung der Vereinigten Staaten: ‘Āmanave) ist ein Ort an der Südküste der Insel Tutuila von Amerikanisch-Samoa. Es liegt nahe der Westspitze der Insel, Cape Taputapu, und südlich von Poloa.

## Belege
1. ↑  ‘Āmanave. In: Geographic Names Information System. United States Geological Survey, United States Department of the Interior, abgerufen am 1. August 2020 (englisch).